# Milan Smits
Milan Smits, né le 13 novembre 2004 à Hollandscheveld aux Pays-Bas, est un footballeur belge qui joue au poste de milieu de terrain à De Graafschap.

## Biographie

### En club
Milan Smits est formé à l'Antwerp, qu'il a rejoint en 2018 en provenance du KV Malines.
S'illustrant d'abord avec l'équipe réserve de l'Antwerp lors de la saison 2022-2023, Smits fait ses débuts professionnels avec le club anversois le 5 mars 2023, remplaçant Gyrano Kerk lors de la victoire 5-0 en Championnat contre le KV Malines,,,. Il signe son premier contrat professionnel peu de temps après,.
Il prend ainsi part au titre des siens lors de la saison 2022-2023. Ils sont sacrés champions le 30 mai 2023, pour la cinquième fois de leur histoire,.

## Statistiques

### En club
| Saison                | Club                  | Championnat           | Championnat | Championnat | Championnat | Coupe(s) nationale(s) | Coupe(s) nationale(s) | Coupe(s) nationale(s) | Compétition(s) continentale(s) | Compétition(s) continentale(s) | Compétition(s) continentale(s) | Compétition(s) continentale(s) | Autres compétitions | Autres compétitions | Autres compétitions | Autres compétitions | Total | Total | Total |
| Saison                | Club                  | Division              | M.          | B.          | P.d.        | M.                    | B.                    | P.d.                  | Comp.                          | M.                             | B.                             | P.d.                           | Comp.               | M.                  | B.                  | P.d.                | M.    | B.    | P.d.  |
| 2022-2023             | Young Reds            | Nationale 1           | 19          | 0           | 0           | -                     | -                     | -                     | -                              | -                              | -                              | -                              | -                   | -                   | -                   | -                   | 19    | 0     | 0     |
| 2023-2024             | Young Reds            | Nationale 1           | 24          | 1           | 0           | -                     | -                     | -                     | -                              | -                              | -                              | -                              | -                   | -                   | -                   | -                   | 24    | 1     | 0     |
| 2024-2025             | Young Reds            | Nationale 1           | 19          | 1           | 0           | -                     | -                     | -                     | -                              | -                              | -                              | -                              | -                   | -                   | -                   | -                   | 19    | 1     | 0     |
| Sous-total            | Sous-total            | Sous-total            | 62          | 2           | 0           | -                     | -                     | -                     | -                              | -                              | -                              | -                              | -                   | -                   | -                   | -                   | 62    | 2     | 0     |
| 2022-2023             | Royal Antwerp FC      | Division 1A           | 1           | 0           | 0           | -                     | -                     | -                     | C4                             | -                              | -                              | -                              | PO1                 | -                   | -                   | -                   | 1     | 0     | 0     |
| 2023-2024             | Royal Antwerp FC      | Division 1A           | 3           | 0           | 0           | 2                     | 0                     | 0                     | C1                             | 0                              | 0                              | 0                              | PO1                 | 0                   | 0                   | 0                   | 5     | 0     | 0     |
| 2024-2025             | Royal Antwerp FC      | Division 1A           | 3           | 0           | 0           | -                     | -                     | -                     | -                              | -                              | -                              | -                              | PO1+BE              | 0+0                 | 0+0                 | 0+0                 | 3     | 0     | 0     |
| Sous-total            | Sous-total            | Sous-total            | 7           | 0           | 0           | 2                     | 0                     | 0                     | -                              | 0                              | 0                              | 0                              | -                   | 0                   | 0                   | 0                   | 9     | 0     | 0     |
| 2025-2026             | De Graafschap         | Eerste Divisie        | 2           | 1           | 0           | -                     | -                     | -                     | -                              | -                              | -                              | -                              | -                   | -                   | -                   | -                   | 2     | 1     | 0     |
| Total sur la carrière | Total sur la carrière | Total sur la carrière | 71          | 3           | 0           | 2                     | 0                     | 0                     | -                              | 0                              | 0                              | 0                              | -                   | 0                   | 0                   | 0                   | 73    | 3     | 0     |

## Palmarès

### En club
|  |  | Royal Antwerp FC - Championnat de Belgique (1) : - Champion : 2023. |

## Vie privée
Milan Smits est le fils de Björn Smits (nl), ancien joueur professionnel, passé notamment par plusieurs clubs de l'élite belge,.